# (5687) Yamamotoshinobu
(5687) Yamamotoshinobu es un asteroide perteneciente al cinturón de asteroides descubierto el 13 de enero de 1991 por Yoshio Kushida y el también astrónomo Osamu Muramatsu desde el Yatsugatake-Kobuchizawa Observatory, Japón.

## Designación y nombre
Designado provisionalmente como 1991 AB1. Fue nombrado Yamamotoshinobu en homenaje a Shinobu Yamamoto, quien ejerció como director del Planetario Gotoh en Tokio de 1987 a 1990. En la década de 1950, hizo un gran esfuerzo para establecer ese planetario, después de la destrucción de su predecesor durante la Segunda Guerra Mundial. Terminado en 1957, el Planetario Gotoh atrajo inmediatamente a muchas personas, ya que los primeros satélites artificiales fueron lanzados en ese momento.

## Características orbitales
Yamamotoshinobu está situado a una distancia media del Sol de 3,012 ua, pudiendo alejarse hasta 3,532 ua y acercarse hasta 2,491 ua. Su excentricidad es 0,172 y la inclinación orbital 12,42 grados. Emplea 1909,70 días en completar una órbita alrededor del Sol.

## Características físicas
La magnitud absoluta de Yamamotoshinobu es 11,2. Tiene 14,132 km de diámetro y su albedo se estima en 0,321. 